# Спокен (Міссурі)
Спокен (англ. Spokane) — переписна місцевість (CDP) в США, в окрузі Крістіан штату Міссурі. Населення — 491 особа (2020).

## Географія
Спокен розташований за координатами 36°51′48″ пн. ш. 93°18′20″ зх. д. / 36.86333° пн. ш. 93.30556° зх. д. (36.863195, -93.305583).  За даними Бюро перепису населення США в 2010 році переписна місцевість мала площу 2,18 км², уся площа — суходіл.

## Демографія
Згідно з переписом 2010 року, у переписній місцевості мешкало 177 осіб у 56 домогосподарствах у складі 50 родин. Густота населення становила 81 особа/км².  Було 64 помешкання (29/км²).
Расовий склад населення:
| - 98,9 % — білих |

До двох чи більше рас належало 1,1 %. Частка іспаномовних становила 0,6 % від усіх жителів.
За віковим діапазоном населення розподілялося таким чином: 39,0 % — особи молодші 18 років, 46,3 % — особи у віці 18—64 років, 14,7 % — особи у віці 65 років та старші. Медіана віку мешканця становила 29,3 року. На 100 осіб жіночої статі у переписній місцевості припадало 108,2 чоловіків;  на 100 жінок у віці від 18 років та старших — 96,4 чоловіків також старших 18 років.
Середній дохід на одне домашнє господарство  становив 63 274 долари США (медіана — 66 176), а середній дохід на одну сім'ю — 63 274 долари (медіана — 66 176). 
Цивільне працевлаштоване населення становило 69 осіб. Основні галузі зайнятості: мистецтво, розваги та відпочинок — 50,7 %, освіта, охорона здоров'я та соціальна допомога — 26,1 %, транспорт — 23,2 %.